# Моравка (Фридек-Містек)
Моравка (чеськ. Morávka) — муніципалітет та рекреаційне село в окрузі Фрідек-Містек, Чехія. Знаходиться в тешинській частині Моравсько-Сілезьких Бескидів, на висоті 520 м над рівнем моря і простягається вздовж обох берегів однойменної річки. Населення становить 1341 особу (2023), значну частину якого складають Сілезькі Ґурали. Площа муніципалітету становить 8735,28 га, що робить його найбільшим в Бескидах.

## Історія
Село було засновано в 1615 році в долині річки Моравка. Територія села послідовно належала місцевим графським родам Врбно, Опперсдорфам та Пражмам.
Під час Другої світової війни жителі брали активну участь у партизанському опорі. У грудні 1944 року гітлерівці зловили партизанську групу і після допитів і тортур зуміли отримати відомості про їх пособників: 14 жителів села було розстріляно, 10 заслано до концтабору. 
У 1965 році тут було побудовано дамбу, яка служить джерелом питної води для жителів навколишніх міст.   

## Транспорт
Населений пункт не має залізничного сполучення, проте має автобусне з найближчими містами. На території муніципалітету є 10 зупинок.

## Зображення

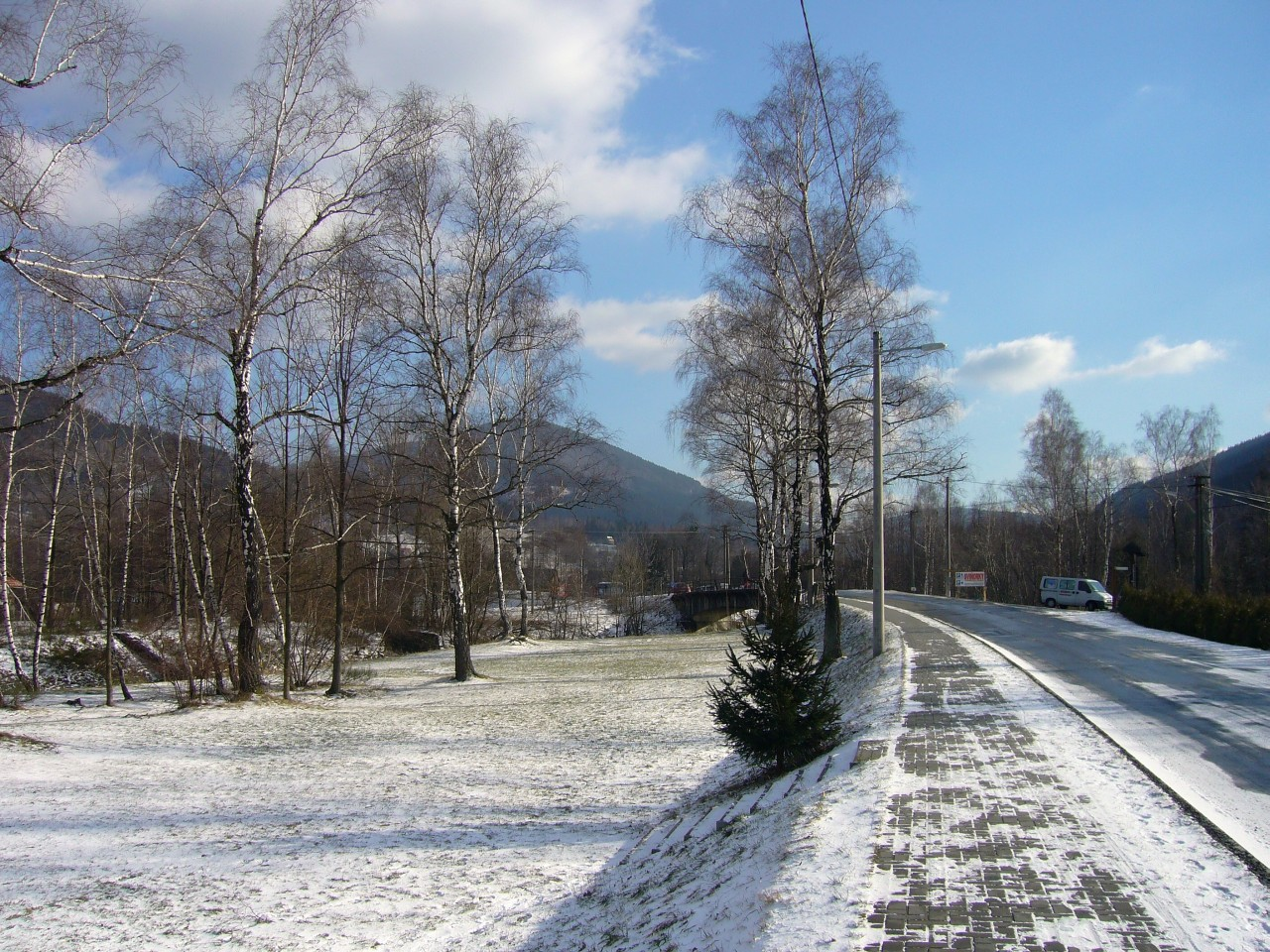
Вулиця в селі
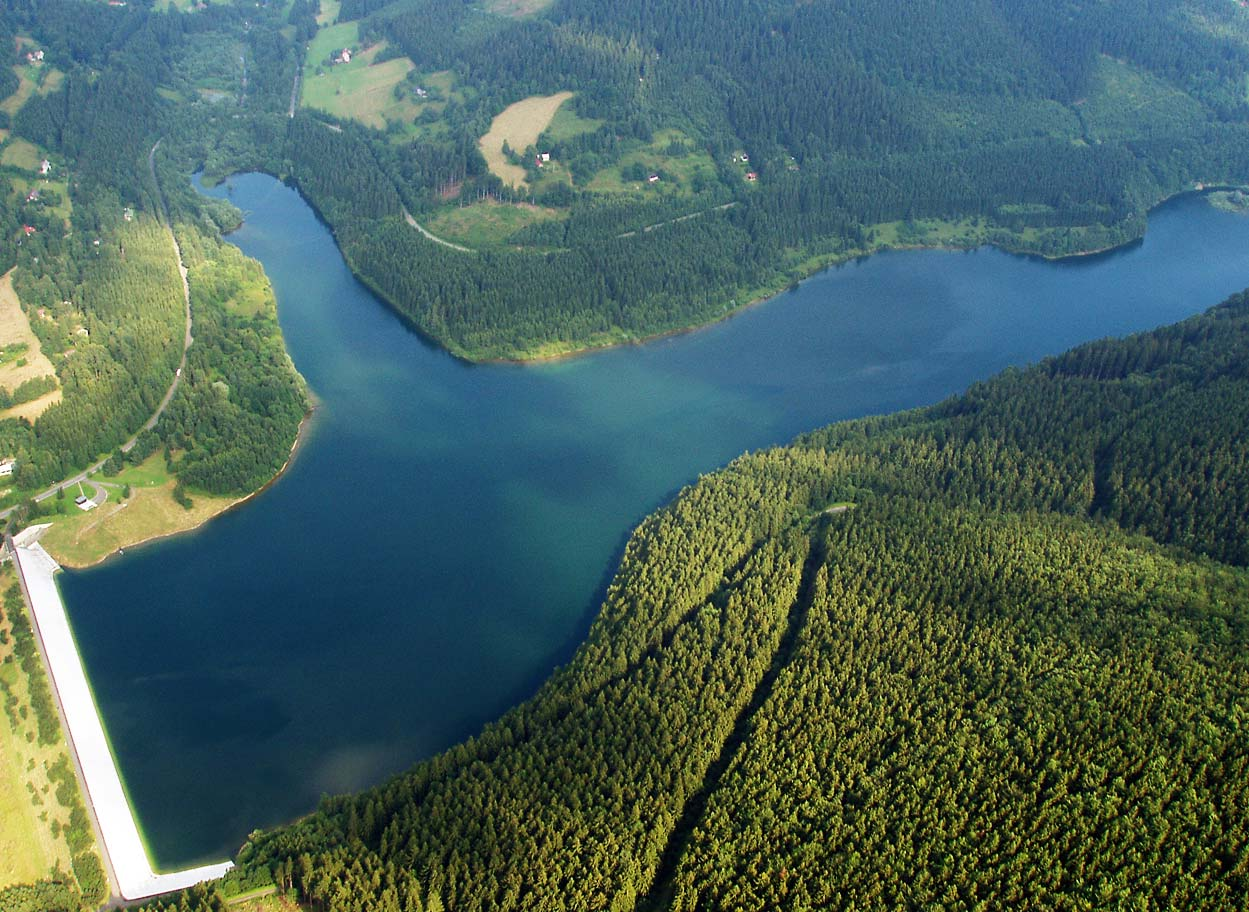
Водосховище
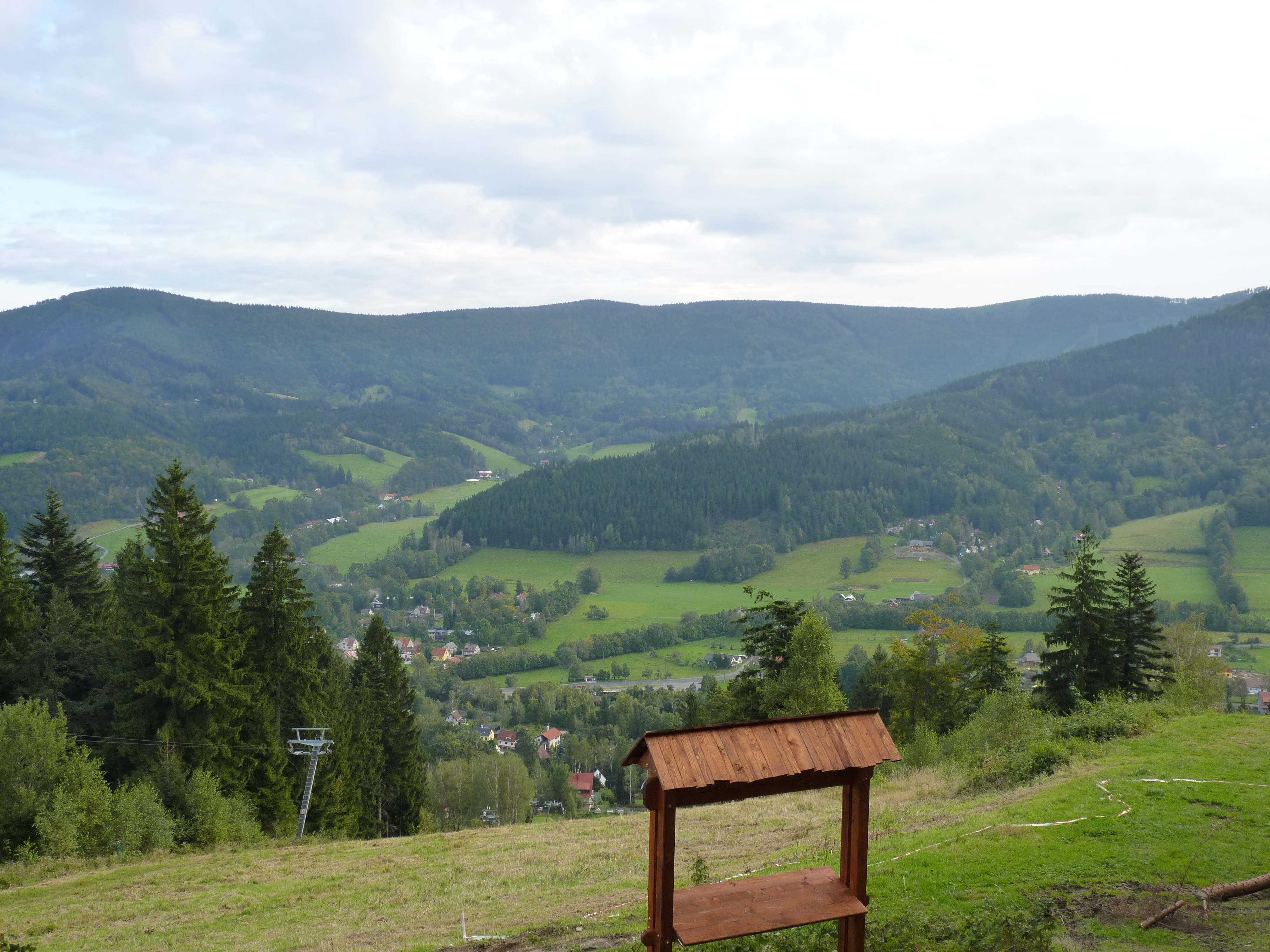
Підйомник та вид на село
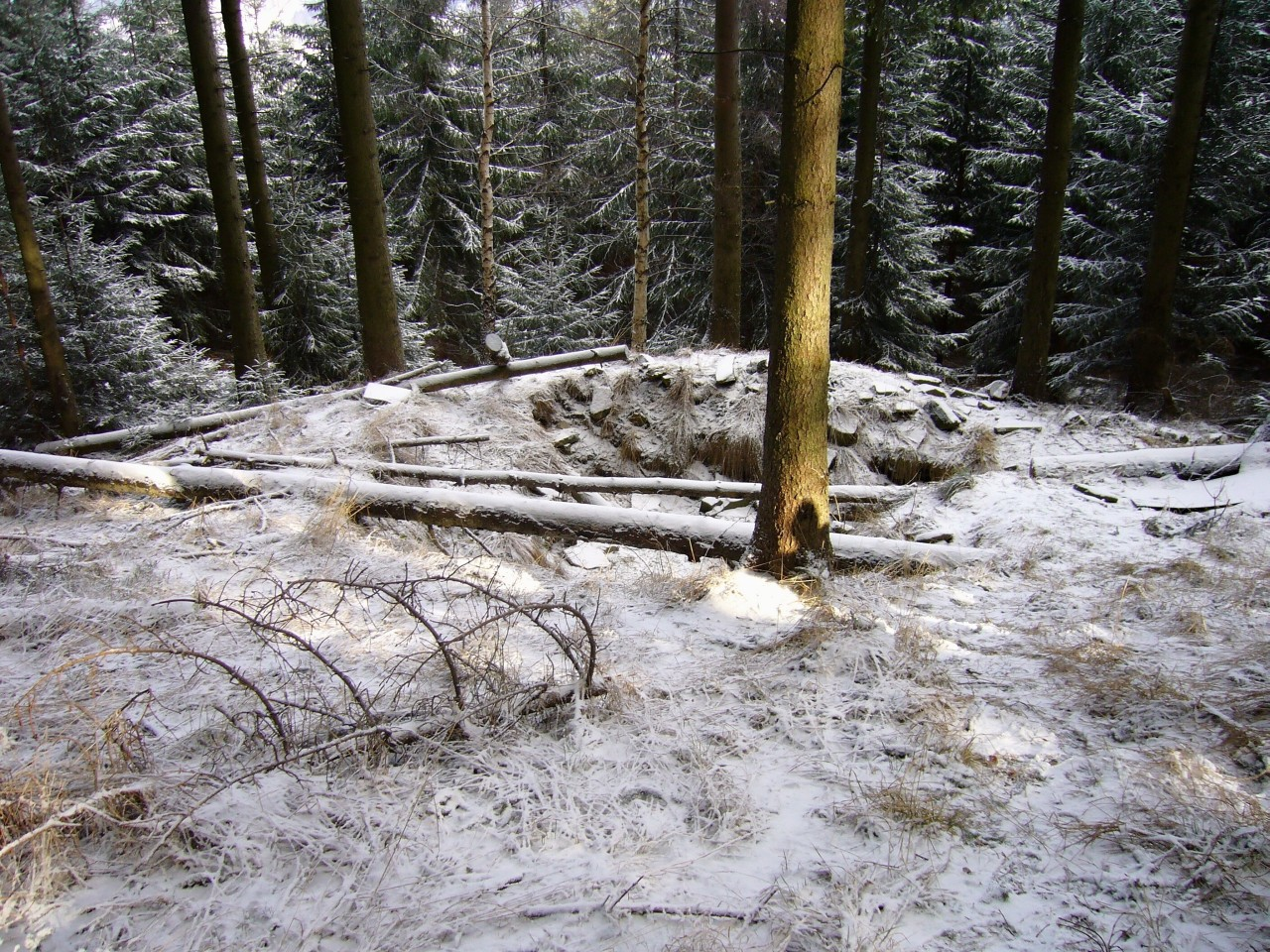
Партизанський бункер